# John Hunter (veslař)
John Andrew Hunter (* 8. listopadu 1943, Christchurch, Nový Zéland) je bývalý novozélandský veslař.
Na Letních olympijských hrách 1972 v Mnichově se stal na osmě olympijským vítězem. O čtyři roky dříve na olympiádě v Ciudad de México obsadil s osmou čtvrté místo.